# غطرب آسيوي
غِطْرِب آسيوي أو غلويدس أو أفاعي الحفر الآسيوية الأرضية (الاسم العلمي: Gloydius)، جنس أفاعي سامة من فصيلة الأفعويات تستوطن آسيا. سمي الجنس على عالم الزواحف الأمريكي هوارد كاي غلويد. يشبه هذا الجنس جنس ذو الأسنان الشصية أمريكا الشمالية. هناك 21 نوعًا معترف به حاليًا.